# Aysel Teymurzadə
Aysel Teymurzadə (ázerbájdžánsky Aysel Teymurzadə; * 25. dubna 1989 Baku) je ázerbájdžánská populární zpěvačka.

## Biografie

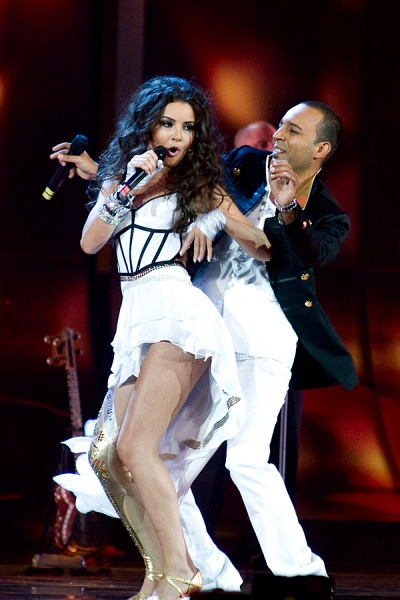
Aysel a Arash vystupují na Eurovizi 2009

Vystudovala Intellect Lyceum v Baku a rok studovala v Texasu. Během pobytu v USA vyhrála několik pěveckých soutěží. K roku 2009 studovala na univerzitě Azərbaycan Dillər Universiteti v Baku obor mezinárodní vztahy. Má dvě starší sestry.
V roce 2005 se zúčastnila soutěže Yeni Ulduz 4, v Česku známé pod názvem Česko hledá SuperStar.
Spolu s Arashem reprezentovala Ázerbájdžán na Eurovision Song Contest 2009 s písní „Always“. Ve finále 16. května se umístili na 3. místě s 207 body.

## Diskografie

### Singly
- 2009: „Always“
- 2010: „Fallin'“
- 2010: „Azerbaijan“
- 2010: „Yanaram“ (verze „Fallin'“ v ázerbájdžánštině)
- 2010: „Don't Let the Morning Come“
- 2010: „San“
- 2011: „Tonight“